# Eleccions presidencials del Brasil de 2002
Les eleccions presidencials del Brasil de 2002 es van celebrar al Brasil en dues voltes. La primera va tenir lloc el 6 d'octubre de 2002 i la segona el 27 d'octubre de 2002, totes dues en diumenge. Va ser la quarta elecció presidencial del país després de la promulgació de la Constitució Federal de 1988. Després de tres intents fallits, Luiz Inácio Lula da Silva, del Partit dels Treballadors (PT), va ser elegit president amb gairebé 53 milions de vots, convertint-se en el segon president més votat del món en aquell moment, només per darrere de Ronald Reagan en les eleccions estatunidenques de 1984.